# Amir Taheri

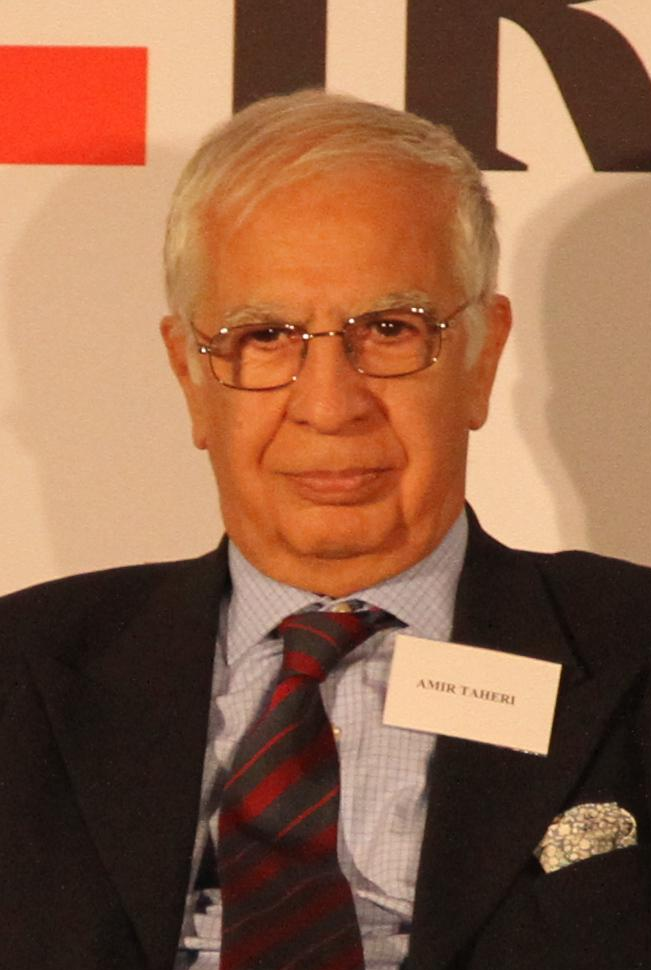
Amir Taheri (2011)

Amir Taheri (persisch امیر طاهری; * 9. Juni 1942 in Ahvaz) ist ein iranischer Journalist und Autor. Er beschäftigt sich mit dem politischen Themenbereich Naher Osten, Islam und Islamismus.

## Leben
Taheri war von 1972 bis 1979 Chefredakteur der größten iranischen Tageszeitung Kayhan („eine sehr einflussreiche Position“) unter Schah Mohammad Reza Pahlavi und lebt seit der islamischen Revolution im Exil in London. Von 1980 bis 1984 war er Nahost-Korrespondent der Sunday Times, von 1985 bis 1987 arbeitete er als Chefredakteur für das französische Magazin Jeune Afrique.
Als Kolumnist verfasste er Artikel für zahlreiche internationale Medien, unter anderem The New York Times, CNN, International Herald Tribune, The Wall Street Journal, The Los Angeles Times, Asharq al-Awsat, La Repubblica, L’Express, Le Nouvel Observateur, El Mundo, The Times, und deutsche Journale, unter anderem Der Spiegel und Die Welt. Derzeit arbeitet er für den Focus, National Review und New York Post. Seine Bücher wurden in bis zu 20 Sprachen übersetzt.
Insbesondere durch Analysen des Staatssystems der islamischen Republik Iran, des Verhältnisses der Bundesrepublik Deutschland, der er schlicht Kollaboration vorwirft, zum Iran und der Annäherung der USA an Teheran, die er als „präventive Kapitulation“ des Westens bezeichnet, wurde Taheri als umstrittener Autor bekannt.

## Kritik
Bahman Nirumand kritisiert Taheris Angaben (Chomeini und die Islamische Revolution, 1985) gleich an mehreren Punkten:

„Taheris Angaben müssen mit Vorsicht gelesen werden. Viele Ereignisse aus Chomeinis Leben, die Taheri detailliert beschildert sind reine Phantasieprodukte. Verschiedene Geschehnisse, die zeitlich auseinander liegen, bringt er willkürlich zusammen, läßt seiner Feder freien Lauf und konstruiert so neue geschichtliche Tatsachen.“

Shaul Bakhash, Professor der George Mason University, untersuchte für die Zeitschrift The New Republic die Anmerkungen in Taheris Buch: Nest of Spies und stellte dabei nicht existierende Quellen sowie bei verwendeten Quellen eine verzerrte Anwendung derselben fest. Bakhash resümierte, Nest of Spies sei ein Buchtypus, der der zeitgenössischen Geschichte einen schlechten Ruf erweise.
In einer Kolumne der New York Post bezeichnete Taheri den ehemaligen iranischen Botschafter Javad Zarif bei der UN als einen der Studenten, der für die Geiselnahme von Teheran verantwortlich sein soll. In der Zeitschrift The Nation widerspricht ein Professor, Zarif habe damals bei ihm an der Francisco State University studiert.
Der Leitartikel der kanadischen Zeitung National Post vom 19. Mai 2006, in dem Taheri behauptete, das iranische Parlament habe ein Gesetz erlassen, das die Kennzeichnung der Kleidung jüdischer Iraner mit gelben Streifen, iranischer Christen mit roten Streifen und der Zoroastrier mit blauen Streifen vorschreiben würde, musste am folgenden Tag als unwahr zurückgenommen werden. Taheri bleibt bei seiner Darstellung.
Mit der Überschrift „Wirbel um Interview mit Olmert“ berichtet der Focus im April 2007 über ein Interview mit dem israelischen Ministerpräsidenten Ehud Olmert: „Das Büro des Ministerpräsidenten stellte anschließend das ganze Interview in Frage und behauptete, dass es sich bei dem Treffen mit Amir Taheri um ein Hintergrundgespräch gehandelt habe.“
Jörg Lau veröffentlichte in seinem Blog einen längeren Auszug eines Artikels von Taheri in der saudischen Zeitung Asharq al-Awsat, schränkte aber ein, sich auf Wikipedia berufend, er „kein sehr verlässlicher Analytiker“, er habe sich sehr stark mit dem Neocon-Projekt eines neuen Nahen Ostens gemein gemacht.

## Werke
- Amir Taheri: The Spirit of Allah: Khomeini and the Islamic Revolution, Hutchinson (August 1985) – in Deutsch: Chomeini und die islamische Revolution. Hoffmann und Campe (1985). ISBN 978-3-455-08237-1
- Amir Taheri: Nest of Spies. Hutchinson (Juni 1988). ISBN 978-0-09-173458-9
- Amir Taheri: The Unknown Life of the Shah. Hutchinson (19. September 1991). ISBN 978-0-09-174860-9
- Amir Taheri: Morden für Allah. Terrorismus im Auftrag der Mullahs. Droemer Knaur (Januar 2000). ISBN 978-3-426-77020-7
- Amir Taheri: The Persian Night: Iran Under the Khomeinist Revolution. Encounter Books (18. Mai 2009). ISBN 978-1-59403-240-0